# Sofia Huerta
Sofia Christine Huerta (* 14. Dezember 1992 in Boise, Idaho) ist eine mexikanisch-US-amerikanische Fußballnationalspielerin, die seit 2020 für OL Reign spielt.

## Karriere

### Verein

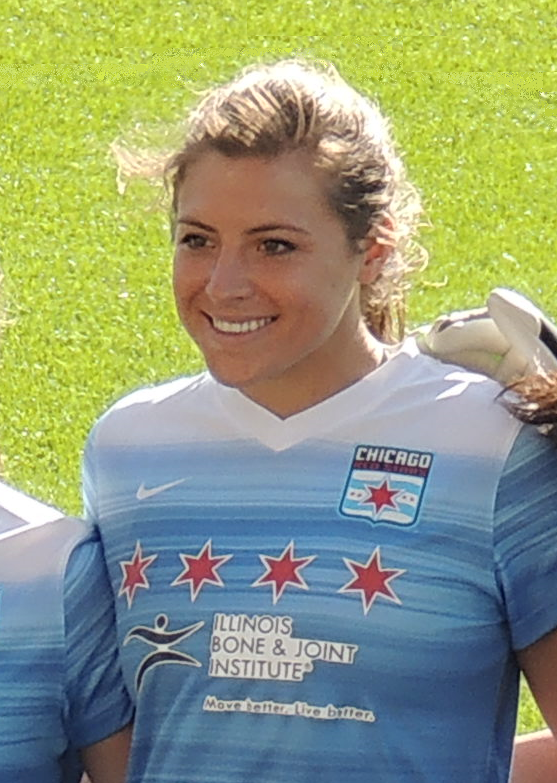
Huerta 2016 im Trikot der Chicago Red Stars

Huerta spielte von 2011 bis 2014 für die Fußballmannschaft der Santa Clara University, die Santa Clara Broncos. Im Juli 2013 lief sie zudem in einem Spiel der W-League für die Seattle Sounders Women auf. Beim College-Draft zur Saison 2015 der National Women’s Soccer League wurde sie in der zweiten Runde an Position elf von der Franchise der Chicago Red Stars verpflichtet. Nach dem Ende der NWSL-Saison 2016 ging es nach Australien zu Adelaide United. Ab 2018 spielte sie für Houston Dash, wechselte nach der Saison 2018 und 2019 aber wieder nach Australien und erreichte mit Sydney FC im Februar 2019 das Grand Final, in dem sie beim 4:2-Sieg gegen Perth Glory das erste Tor erzielte. Seit 2020 spielt sie für OL Reign.

### Nationalmannschaft
Huerta durchlief das Nachwuchsprogramm des US-amerikanischen Fußballverbandes bis zur U-20-Nationalmannschaft. Als sie nicht in den Kader der Vereinigten Staaten für die U-20-Fußball-Weltmeisterschaft 2012 berufen wurde, wechselte sie kurzfristig zum ebenfalls qualifizierten mexikanischen Verband und war im Turnierverlauf mit drei Treffern bei vier Einsätzen beste Torschützin ihres Teams. In der Folge bestritt Huerta sporadisch Einsätze für die mexikanische A-Nationalmannschaft, so etwa im Jahr 2012 beim Vier-Nationen-Turnier in Brasilien. Ende 2014 erklärte sie ihre Absicht, zukünftig wieder für Auswahlen der Vereinigten Staaten auflaufen zu wollen. Die für den Verbandswechsel nötige Genehmigung wurde von der FIFA im September 2017 erteilt. Am 15. September hatte sie beim 3:1 gegen Neuseeland ihren ersten Einsatz in der A-Nationalmannschaft der USA als sie in der 51. Minute eingewechselt wurde. In der Folge wurde sie immer mal wieder nominiert, aber nur für Freundschaftsspiele. Im Jahr 2022 wurde sie für alle Spiele nominiert und 16-mal eingesetzt.
Am 21. Juni 2023 wurde sie für die WM-Endrunde nominiert, erhielt im ersten der vier Spiele ihres Teams einen Kurzeinsatz, bevor die Mannschaft im Achtelfinale im Elfmeterschießen gegen die Schwedinnen ausschied.

## Erfolge
- Sieg beim SheBelieves Cup 2018 (ein Kurzeinsatz)
- Australische Meisterschaft 2018/19
- Sieg beim SheBelieves Cup 2022  und  2023 (je ein Einsatz)
- CONCACAF W Championship 2022-Siegerin